# Hsp60
Die Klasse der 60-kDa-Hitzeschockproteine, auch Chaperonine genannt, sind eine der wichtigsten Komponenten des Chaperonsystems in den Zellen von Bakterien und Eukaryoten. Chaperonine helfen neusynthetisierten Proteinen bei der Faltung ihrer physiologischen Sekundärstruktur. In Eukaryoten sind Hsp60-Proteine ausschließlich in den Mitochondrien lokalisiert. Wirbeltiere wie der Mensch haben nur das HSPD1-Gen, das für ein Hsp60 kodiert. Mutationen in diesem Gen sind für erbliche Formen der spastischen Spinalparalyse und der Leukodystrophie verantwortlich.

## Klassifizierung
Hsp60-Proteine werden in zwei Klassen eingeteilt:
- Klasse 1 besteht aus Hsp60 in Mitochondrien und GroEL in Bakterien, Proteine, die 7-gliedrige ringförmige „Fässer“ bilden, deren „Deckel“ und „Boden“ aus je 7 Molekülen Hsp10 bzw. GroES bestehen.
- Klasse 2 besteht aus dem zytosolischen Chaperonin CCT (auch c-cpn oder TRiC) in höheren Eukaryoten und dem Thermosom in Archaeen. Diese Proteine bilden 8- bis 9-gliedrige Ringe. Hier werden „Deckel“ und „Boden“ der „Fässer“ durch Auswüchse der Tertiärstruktur der Proteine selbst gebildet.

## Funktion
GroEL wird bei der Synthese von schätzungsweise einem Drittel aller mittelgroßen (30–60 kDa) Bakterienproteine benötigt. Ungefaltete Aminosäureketten binden hierbei unspezifisch an GroEL (das heißt viele verschiedene Proteine können als Substrat an GroEL binden), werden eingeschlossen und können im Inneren des Chaperoninkomplexes ihre physiologische Struktur annehmen. Nach einem Zyklus von ATP-Hydrolyse an den 7 GroEL-Untereinheiten wird das gefaltete Substratprotein freigesetzt.
CCT hat ein weitaus begrenzteres Substratspektrum. Hier binden ungefaltete Proteine spezifisch an jeweils eine oder mehrere der CCT-Untereinheiten. Zu den Proteinen, die CCT als Faltungshelfer brauchen, zählen die Zytoskelett-Proteine Aktin und Tubulin, einige aktinähnliche Proteine, und offenbar nur wenige andere.